# Balledent
Balledent, okzitanisch Baladent, ist eine französische Gemeinde in der Region Nouvelle-Aquitaine, im Département Haute-Vienne, im Arrondissement Bellac und im Kanton Châteauponsac. Sie grenzt im Westen und Nordwesten an Rancon,  im Nordosten und Osten an Châteauponsac sowie im Süden an Saint-Pardoux-le-Lac mit Roussac.

## Bevölkerungsentwicklung
| Jahr      | 1962 | 1968 | 1975 | 1982 | 1990 | 1999 | 2008 | 2013 |
| --------- | ---- | ---- | ---- | ---- | ---- | ---- | ---- | ---- |
| Einwohner | 373  | 316  | 291  | 266  | 231  | 205  | 209  | 209  |